# Мій чоловік має сім’ю
«Мій чоловік має сім’ю» (ісп. Mi marido tiene familia) — мексиканський телесеріал 2017 року виробництва телекомпанії Televisa‎. У головних ролях Сурія Вега, Даніель Аренас, Діана Брачо та Сільвія Піналь. Прем'єра відбулася 5 червня 2017—24 лютого 2019 року на телеканалі Las Estrellas.

## Сюжет
Сюжет обертається навколо Роберта Купера, лікаря, якого всиновила колумбійсько-американська сім'я, але він хоче знати, хто його біологічні батьки. Його дружина Джулієтта Агілар допомагає йому знайти родину, але вона побоюється, що вони не приймуть її.

## У ролях
- Сурія Вега — Джульєтта Агілар Рівера
- Даніель Аренас — Роберт Купер / Хуан Пабло Корсега
- Діана Брачо — Бланка Гомес де Корсега
- Сільвія Піналь — Імельда Сьєрра де Корсега
- Арат де ла Торре — Франсіско "Панчо" Лопес
- Сусана Гонсалес — Сусана Корсега
- Кармен Салінас — Крісанта Діас де Корсега
- Габріель Сото — Ернесто "Нето" Рей
- Ерік дель Кастільйо — Уго Агілар
- Рафаель Інклан — Еухеніо Корсега